# Крістоф Готліб Шретер
Крістоф Готліб Шретер (нім. Christoph Gottlieb Schröter;  10 серпня 1699, Гонштайн — 20 травня 1782, Нордхаузен) — німецький теоретик музики, композитор і органіст.
У 1717 році 18-річний Шретер незалежно від Бартоломео Крістофорі винайшов принцип дії фортепіано. Йому не вдалося зацікавити своїм винаходом багатих людей, але його міркуваннями, викладеними в статті «Грунтовний опис нововинайденого клавішного інструмента» (нім. Umständliche Beschreibung eines neuerfundenen Clavierinstruments) скористався у своїй роботі з удосконалення фортепіано Йоган Готфрід Зільберман.